# Estancia (Ginastera)
Estancia, op. 8, és un ballet en un acte i cinc escenes compost per Alberto Ginastera durant l'any 1941.
El ballet es basa en la vida en els ranxos de l'Argentina. L'obra està basada en el gran poema èpic Martín Fierro de José Hernández, que explica la història dels vaquers argentins, o Gautxos - figures nòmades i heroiques que són objecte de gran part del folklore del país.

## Antecedents
Lincoln Kirstein, director de la companyia de ballet Caravan, aprofita una gira per Argentina per a encarregar a Alberto Ginastera la composició d'una ballet de temàtica gautxesca. Dos anys després, la companyia Caravan es desfà, per la qual cosa el ballet Estancia no troba qui l'estreni fins al 1952. Ginastera, per salvar el que pot de la partitura, decideix compilar la suite de danses en quatre moviments per a crear una suite orquestral que s'estrena el 1943 i obté un èxit formidable, situant-lo com a el compositor llatinoamericà més valorat pel públic i per la crítica.

## Argument
D'acord amb la petició original de Kirstein, el ballet es du a terme a la pampa argentina, en una granja o ranxo de bestiar. La seqüència temporal de Estancia queda determinada per les línies que marca Martín Fierro, un relat commovedor sobre la jornada del gaucho: surt el sol amb el cant dels galls, segueix el treball del dia, i finalment troba el refugi i la qualitat del son als braços de la seva dona, a punt per "començar l'endemà allà on s'aturà el dia anterior" La història tracta sobre un noi de ciutat que veu i s'enamora d'una dama del camp. A pesar del menyspreu inicial cap a ell, els sentiments de la dama es tornen en admiració quan ell demostra que pot dur a terme la rigorosa i difícil tasca i prova la seva habilitat en el domini dels cavalls salvatges. Aleshores la nit creix i mor com el blat: portant l'idil·li, la llum de les estrelles, i inevitablement, el nou dia.
Ginastera evoca la forma terrenal de la poesia d'Hernández, amb ritmes de malambo, sonoritats com la guitarra i extractes (tant cantants i parlats) dels versos. La música de Ginastera correspon a la simetria de la parcel·la amb el rodeu dels cavalls ("La doma") i el romanç de nit ("Idil·li crepuscular"), els quals s'estableixen com al centre dels esdeveniments, ambdós situats al capvespre.

## Estrena
L'estrena de la suite de danses del ballet, fet a Buenos Aires el 12 de maig de 1943 per l'orquestra del teatre Colón amb Ferruccio Calusio a la direcció i va ser altament reeixida, el qual augmentà l'entusiasme produït per Panambí. Va fer guanyar reconeixement a Ginastera com a veu nacionalista, i es va consolidar la seva posició dins de l'Argentina.

## Moviments

### Primer moviment:Los trabajadores agrícolas
Aquest primer moviment és una fosca, impulsiva i vigorosa dansa amb patrons cordals accentuats i sincopats que suggereixen els enèrgics esforços dels grangers que recol·lecten el blat. Està inspirada en el malambo, la dansa campestre que apareix amb total força al final de la suite.
El vent metall duen a terme la imponent, propulsiva primera part d'aquesta peça, però el vent fusta és el que pren tota la responsabilitat de la difícil i irregular rítmica, encara que més moderada que la de la secció central amenaçant.
Cal anotar que en aquest primer moviment s'arriba a insinuar un estil clarament stravinstikià.

### Segon moviment:Danza del Trigo
Aquest segon moviment estableix la tranquil·la escena matinal de les piles de farratge, molins de vent i blat al sol, just abans de la collita. És un interludi líric, peça oscil·lant que evoca la cançó folklòrica d'origen crioll (folklore argentí, que no s'ha de confondre amb el crioll d'Amèrica del Nord). Els lamentós solos de flauta i violí estableixen l'atmosfera pacífica; la flauta porta la melodia d'obertura sobre un curt acompanyament staccato de notes erràtiques; després és substituïda pel solo de violí en la repetició, al que segueix una secció central en la qual les cordes presenten una melodia en ascens.
És prudent anotar que la Danza del Trigo presenta una notòria al·lusió a les variacions del Paó Real de Kodály, escrites tot just un any abans.

### Tercer moviment:Los Peones de Hacienda
Fent el rol de scherzo està aquest tercer moviment, amb el seu ritme asimètric, impetuós; proclamacions de dominació del vent metall, i tot i la seva brevetat, els entretallats solos de timbales.

### Quart moviment:Danza Final (Malambo)
La frenètica Danza Final, conclou el ballet al matí de l'endemà, després que la jove parella ha compartit un tendre romanç la nit abans. És un malambo, el qual fou tradicionalment ballat per gautxos com una prova de masculinitat -l'últim que s'aturés seria el guanyador-. En el ballet, la dansa comença amb un espurneig inductor i moments d'alçament amb els seus ritmes de dansa accentuats i repetitius, animats pels pronunciaments dels metalls, colorits glissandos del piano, ocasionals "ovacions" instrumental i una secció completa de percussió en la qual el xilòfon és prominent. Ritmes en obstinat mantenen l'impuls i la tensió en les dues seccions principals del moviment. La primera meitat s'alterna entre el material desballestat tick-tock utilitzat com a introducció, i les transicions, i una melodia de ball nerviós de les cordes i, eventualment, els metalls. La segona part és una impulsica tocata de percussió, de vegades estrident, però sempre convincent a través del seu moviment perpetu de propulsió. Finalment la suite arriba a un non plus ultra amb el Malambo final, la dansa preferida de Ginastera, que continuarà resultant excitant pel seu joc entre el 3/4 i el 6/8, combinat amb calidesa harmònica de les onzenes i la instrumentació, en el qual el pianoforte i el xilòfon col·laboren eficaçment.

## Anàlisi musical dels moviments

### Macroforma
Igual que en el ballet complet, Ginastera aconsegueix que aquesta compilació, la Suite de Danzas del ballet Estancia Op. 8, assumeixi una estructura simètrica en forma d'arc recorrent inclús a la inversió de l'ordre original de les danses. Així aconsegueix, satisfactòriament, donar un sentit dramàtic a l'obra simfònica.

### Mesoforma

#### I.Los trabajadores agrícolas(Tempo giusto)
Aquest primer moviment està compost per divers material temàtic preponderantment rítmic basat en la rítmica característica del malambo argentí. Presenta una forma de tipus ternari i conté una forma general A-B-A'-C-A (Rondó curt o doble cançó).

#### II.Danza del trigo(Tranquillo)
Aquest moviment fa d'interludi en la suite simfònica i consta d'un material temàtic clarament melòdic-líric. Presenta una forma de tipus ternari amb una estructura A-B-A' (ternària re expositiva o ària da capo) de Lied ternari.

#### III.Los peones de hacienda(Mosso e rúvido)
El tercer moviment fa el paper de scherzo en la compilació de danses i conté material temàtic caracteritzat per ritmes asimètrics. Presenta una forma de tipus ternari amb una estructura general A-B-A'-C-A (Rondó).

#### IV.Danza final(Malambo)
El moviment final presenta, igual que el primer, material temàtic basat en la polirítmia que és producte del joc de les estructures rítmiques binari-ternari del malambo argentí. Presenta una forma de tipus doble gran cançó binaria, amb una estructura general x-A-x-A'-B-y-B'-z.

## Orquestració

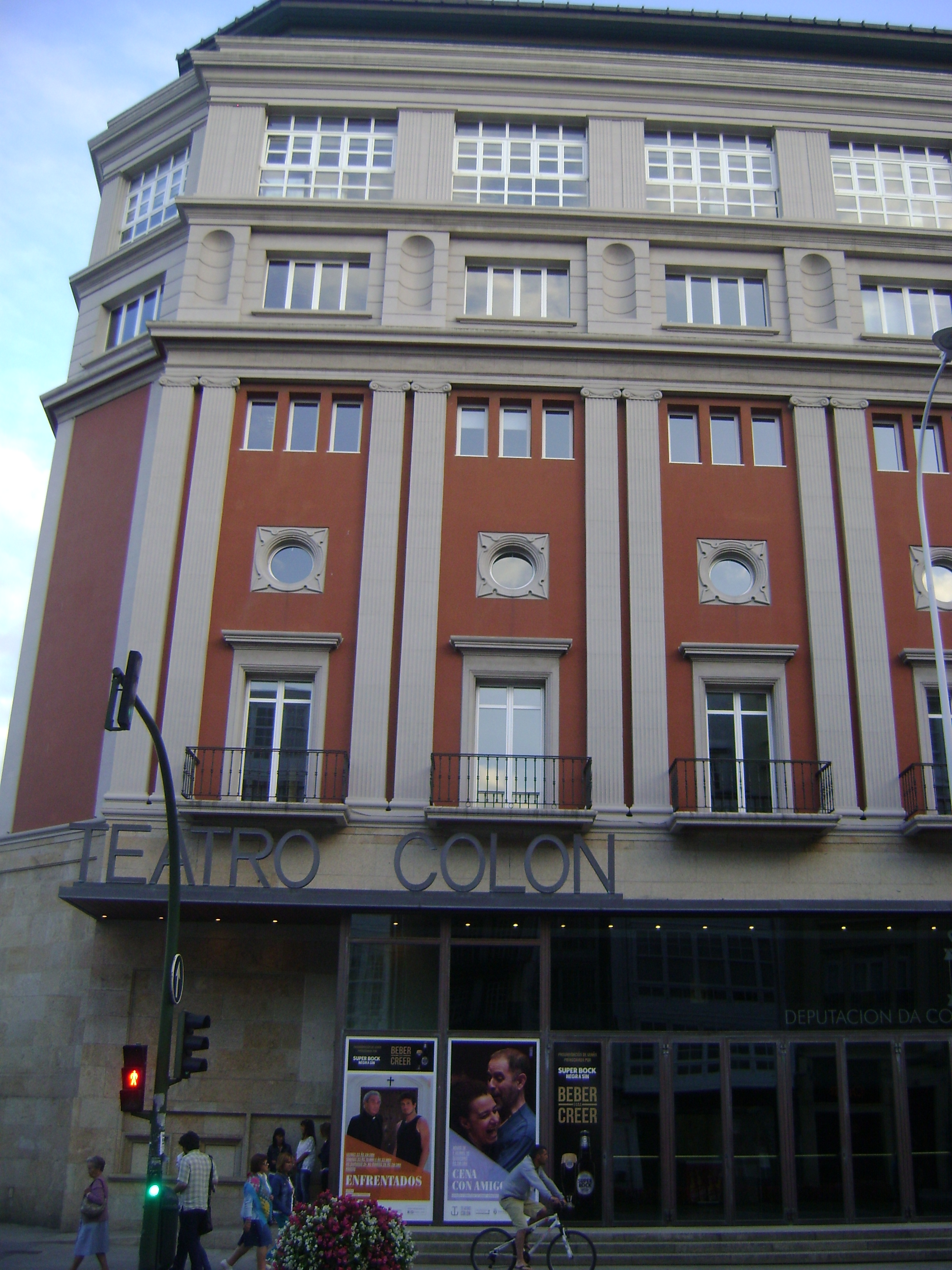
Teatre Colón de Buenos Aires, Argentina

L'orquestració en la present obra té principalment el paper de representar a plenitud el caràcter i establir l'atmosfera de cada una de les escenes, portant a terme els símbols expressius que evoquen sentiments profundament nacionalistes de la identitat musical argentina, sentiments propis del compositor. També en ella, es fa evident el seu poder d'assimilació de les diverses fonts que van alimentar el seu estil (elements de mimesi-imitació), com Stravinski.

### Timbres
La utilització dels timbres a les danses del ballet té una estreta relació amb el caràcter per encarnar a cada dansa. Es destaca la utilització per una part, de timbres i mixtures de sons de característica masculina, rústica, fosca amb tendència rítmica marcada, repetitiva i vigorosa com passa a Los Trabajadores Agrícolas, Los Peones de Hacienda i Danza Final (Malambo); i per altra banda, la utilització de timbres melodiosos i dolços que afavoreixen l'ambient pacífic i les melodies líriques a Danza del Trigo.

### Dinàmiques
Entorn de la utilització de les dinàmiques, s'aprecia un cop més la marcada relació que s'estableix amb l'atmosfera dramàtica de cada escena. En el cas de Los Trabajadores Agrícolas i Los Peones de Hacienda, les dinàmiques forte, ajuden a representar respectivament, el laboriós i esforçada tasca dels ranxers que recol·lecten blat, i la doma d'abrivats cavalls. 

A Danza del Trigo, les dinàmiques piano col·laboren per establir la pacífica escena matinal de ple camp al sol, amb les piles de farratge, els molins i ranxos com a fons. Després s'observa com en avançar cap a la secció central del moviment, s'incrementen les dinàmiques per destacar l'amplia i lírica melodia en ascens.

Per acabar, a Danza Final (Malambo), les dinàmiques forte afavoreixen l'ambient festiu emmarcat per l'inici del nou dia i el triomf de l'amor, en la frenètica dansa realitzada pels camperols i les camperoles.

## Recepció popular
A l'època que fou compost el ballet, Estancia va ser criticada per la minoritària corrent europeista. Res va obstar perquè avui dia sigui encara l'obra simfònica argentina més executada. Tot i això, les produccions de ballet són escasses: en aquest sentit la gravació de Gisele Ben-Dor amb la Simfònica de Londres va ser tota una estrena. El ballet complet va ser enregistrat per primera vegada l'any 1997 a Londres. D'aquesta manera, es va poder conèixer la totalitat de la música que Ginastera va compondre originalment, amb la que va aconseguir el valor de paradigma del corrent nacionalista argentí, superant a tots els seus compatriotes en termes d'enginy constructiu, poder d'assimilació de les diverses fonts que alimenten els seus estils (Stravinski, Kodály, Copland, Bartók) i en especial de la seva hàbil orquestració. Podria concordar-se amb Rodolfo Arizaga, qui qualificava totalment inevitable el trànsit dels compositors argentins per la temptació nacionalista. Dos dels emblemes d'aquest primer estil del compositor tornen a emergir: l'harmonia de les cordes a l'aire de la guitarra gautxa, i el Malambo com a reflex de la puixança de la raça.
És important destacar que Ginastera va transcriure poca de la seva pròpia música orquestral a piano, però es van fer tan populars aquestes danses que ell va autoritzar la publicació de les seves pròpies versions per a piano.